# マルヨ無線事件
マルヨ無線事件（マルヨむせんじけん）とは、1966年（昭和41年）12月5日に福岡県福岡市下川端町（現：福岡県福岡市博多区下川端町）にある家電量販店で発生した強盗殺人・放火事件である。当該事件は川端町事件（かわばたまちじけん）、マルヨ無線強盗殺人放火事件（マルヨむせんごうとうさつじんほうかじけん）とも呼ばれている。

## 事件の犯人
加害者の1人として逮捕された元店員は1970年（昭和45年）に強盗殺人未遂罪・強盗殺人罪・現住建造物等放火罪で有罪となり最高裁で死刑が確定したが現在も強盗殺人・放火のみ冤罪を訴え再審請求中で、日本弁護士連合会が支援する再審事件である。

## 事件の概要
1966年（昭和41年）12月5日の深夜、福岡県福岡市下川端町（現：福岡市博多区下川端町）にある大手家電量販店（マルヨ無線 川端店）に、元店員の男O（当時20歳）と少年（当時17歳）が強盗目的で侵入した。犯人らは同店舗内において宿直していた店員2人をハンマーで殴り重傷を負わせ、現金22万円余りと腕時計2個を奪い、元店員Oが証拠隠蔽のため石油ストーブを蹴飛ばし放火して逃走。店員2人のうち1人は自力で脱出するが、もう1人は焼死体となって発見された。
事件発生から5日後の1966年12月10日に共犯の少年が出頭して福岡県警察に逮捕され、死刑囚Oも事件発生から約3週間後の1966年12月27日に逮捕された。
事件現場となったマルヨ無線川端店は事件後に閉鎖され、同店があった商店街は2016年（平成28年）末時点で博多リバレインとなっている。マルヨ無線は他にも複数店舗を持っていたものの、それらは現存していない。

## 事件の背景
元店員Oは1946年（昭和21年）9月19日生まれ・山口県宇部市出身で、マルヨ無線でアルバイトしながら日本電波専門学校に通学。卒業後、マルヨ無線の正社員に採用。だが店の商品であるラジオを盗んでは質入れを繰り返していたことが会社に発覚、解雇されて警察に通報される。身柄を警察に拘束されている間に、電気店の店長が元店員Oに無断でアパートの部屋に入り、ローンで購入したステレオを持ち去られた。
山口家裁は元店員Oを窃盗の非行事実で保護観察処分とする。その後、元店員Oは別の電気店に就職するも、また商品を盗んで質入れしていたことが発覚して窃盗罪で検挙され、中等少年院に2年間、入所していた。少年院で仲良くなった少年（当時15歳）に、かつて勤務していたマルヨ無線川端店の強盗計画を打ち明ける。出所後、スピード違反の反則金7000円の金策に困り、強盗計画を実行に移すことを決意。
後の裁判で少年は元店員Oが「店に押し入り、店員を殺して、証拠隠滅に放火する」と強盗殺人計画を打ち明けていたと証言するも、元店員Oはこの証言を事実無根と否定して、あくまでも強盗計画のみと主張している。

## 刑事裁判
加害者2人は強盗殺人罪・現住建造物等放火罪などで福岡県警に逮捕され、福岡地方検察庁から福岡地方裁判所へ起訴された。
- 1968年（昭和43年）12月14日 - 福岡地裁は被告人・元店員Oに死刑判決を言い渡した[9]。
福岡地裁は判決理由において犯行動機を「元勤務先・電器店に対する処遇に関する恨み・金銭欲」と事実認定したが[1]、死刑囚Oは2016年12月に書いた文書で「確かにそのような一面もあったがなお説明不十分だ」と反論している[2]。
- 1970年（昭和45年）3月20日 - 福岡高等裁判所が被告人・元店員Oの死刑判決支持・控訴棄却の判決を言い渡した[9]。
控訴審から放火を否定。警察の取り調べで、店の出火原因が石油ストーブ転倒によるものと言われ、現場写真を見せられ、厳しく追及されて、「石油ストーブを足で蹴って放火した」と嘘の自白をしたと主張。
- 1970年（昭和45年）11月12日 - 最高裁判所で上告棄却の判決が言い渡され、死刑が確定した[9]。
- 共犯・元少年は第一審で懲役13年を受け、控訴審で確定した[3]。

## 再審請求
死刑囚・元店員Oは被害者に対する謝罪の念を表明しているが「謝罪と雪冤は相反しない」と主張した上で、本事件に関して放火を行ったとされる確定判決の事実認定を否定して再審請求を行っている。死刑確定後の1973年（昭和48年） - 1979年（昭和54年）に福岡地裁へ4度の再審請求を行ったが、すべて棄却された。
その後、日弁連が死刑囚・元店員Oの「再審事件委員会」を設立し、1979年（昭和54年）2月に再審を支援して福岡地裁へ5度目の再審請求をした。この再審請求の際には、事件当時に消火活動を行った消防士・現場を調べた警察官がそれぞれ、「現場の石油ストーブが人為的に倒された形跡はない」と証言したが、福岡地裁は1988年（昭和63年）10月に再審請求を棄却する決定をした。
死刑囚Oの弁護団（弁護団長：上田國廣）は、1990年（平成2年）11月に多数の証拠調べ・証人尋問を要求したが、これらは2年以上経過した1993年（平成5年）4月時点でも認められていなかった。前月（1993年3月）に死刑執行が再開されたことを受け、弁護団は同月22日（当時・第5次再審請求即時抗告中）に福岡高裁刑事第2部（池田憲義裁判長）へ同様の証拠調べを請求する上申書を提出した。
これを受け、福岡高裁刑事第2部（池田憲義裁判長）は1994年（平成6年）4月に「同型のストーブを使用して実験検証を行う」と決定し、原審・再審請求を通じて初となるストーブの検証を行った。その結果、検証に立ち会った福岡高裁の職員がストーブを複数回足蹴りしても、ストーブは一度も横転しなかったほか、手で強引に押し倒しても安全装置が作動し、給油タンクが外れることが判明した。しかし、1995年（平成7年）3月28日付で福岡高裁刑事第2部（池田憲義裁判長）は、「ストーブを蹴り倒そうとしても床を滑るだけで倒れることはないと考えられるが、ストーブは手で傾けることも可能であり、弁護人らの主張する新証拠は放火の認定を覆すに足りるとは言えない」として、弁護人の即時抗告を棄却する決定を出した。
最高裁判所第三小法廷は1998年（平成10年）10月27日付で死刑囚・元店員Oの特別抗告を棄却する決定を出した。同小法廷は「検証結果により、犯行方法の事実認定に疑いがあることが証明されたが、放火したという事実そのものに疑いを生じさせる証拠が見つからない限り、再審は開始できない」と判断した一方、「仮に犯行事実の一部に新たな証拠が見つかれば、再審理由として認められる」という新たな基準を示した。
死刑囚・元店員Oは特別抗告棄却決定直後（1998年10月）に第6次再審請求を起こしたが、福岡地裁で2008年（平成20年）3月に棄却決定がなされた。福岡高裁に即時抗告したが、これも2012年（平成24年）3月29日に棄却。死刑囚O側は最高裁に特別抗告をしたが、2013年6月に棄却された。
死刑囚Oは2013年（平成25年）7月に福岡地裁へ第7次再審請求を提起し、2021年1月時点で審理中である。

## 死刑囚として
死刑囚Oは死刑確定から50年以上が経過した2021年（令和3年）1月時点でも死刑を執行されず、福岡拘置所に収監されているが、死刑廃止運動団体「フォーラム90」の調査によれば、Oは存命中の死刑囚としては最古参である。死刑確定から約40年以上にわたり死刑囚Oの再審弁護人を担当している弁護士・上田國廣は、2019年（平成31年）3月に読売新聞西部本社の取材に対し、死刑執行が長期間にわたり見送られ続けている理由について、「事件当時若年だったことに加え、仮に再審請求が認められ放火が無罪となった場合、死刑回避の余地が残されていることなど、死刑執行を躊躇させる要素があるためだろう」と回答している。
死刑囚Oは獄中にて新聞記事・ラジオ放送を通じて他の死刑囚の死刑執行を把握しており、自身の福岡拘置所入所から2016年7月までに死刑囚37人の死刑執行・3人の病死・1人の自殺を見届けて、死刑執行当日の朝に別れの挨拶・握手をして見送った死刑囚もいる。また「毎朝のように『今日は自分が死刑執行されるかもしれない』という思いを抱きながら生きているが、もし自由の身になったら三輪スクーターで日本一周巡礼の旅をしたい」と述べている。
また死刑囚Oは平日に5時間30分程度紙袋作りの自己契約作業（内職）を行っているが、手記にて「モーニング娘。・AKB48のコンサートがあるとその絵柄の材料が入荷することがあるので間接的にアイドルグループのイベントに触れる楽しみがある」と述べている。このほか獄中生活における楽しみとして「新聞閲読で国内外の動きを知ること・読書・音楽鑑賞」を挙げており、認知症予防のため新聞に掲載された大学入試センター試験問題の解答・小説本の読書・趣味の俳句などを続けている。